# Petite Queue-fourchue
Furcula bifida
Espèce
Le Petite Queue-fourchue (Furcula bifida) est une espèce de lépidoptères (papillons) de la famille des Notodontidae.
- Répartition : Europe et Afrique du Nord.
- Envergure du mâle : 15 à 20 mm.
- Période de vol : d’avril à septembre, en une ou deux générations.
- Habitat : forêt jusqu’à 1 000 m.
- Plantes hôtes : Populus, Salix, Betula, etc.

## Source
- P.C. Rougeot, P. Viette, Guide des papillons nocturnes d'Europe et d'Afrique du Nord, Delachaux et Niestlé, Lausanne 1978.